# Csellingerián Jakab
Csellingerián Jakab, Cselingarjan (1858–) ázsiai származású örmény természettudós, tolmács.

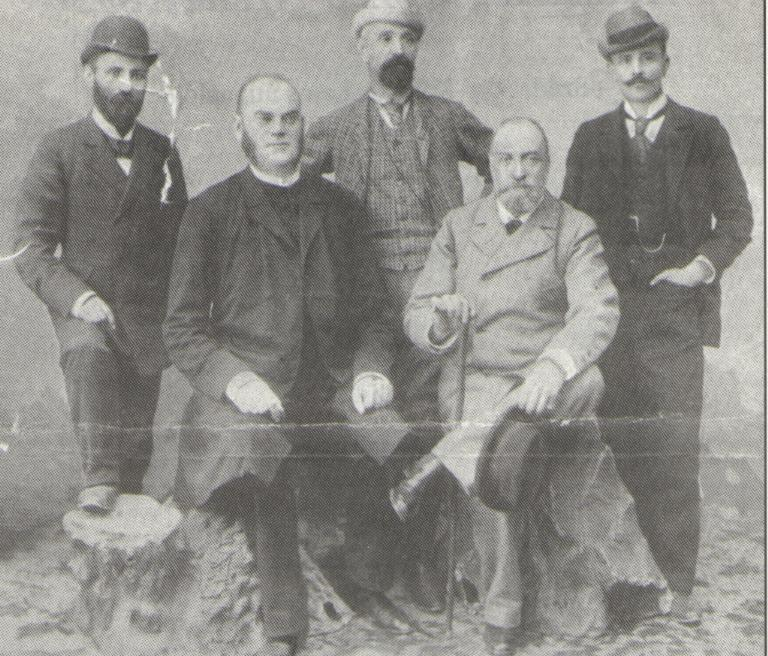
Zichy-expedíció a Vasárnapi Ujság 1895. 42. évfolyamának 19. számából. A kép felső sorában balról jobbra: Csellingerián Jakab, dr. Bálint Gábor, dr. Szádeczky-Kardoss Lajos. Az ülő sorban: dr. Wosinsky Mór, gróf Zichy Jenő.

## Élete
1858-ban született, születési helye és halálozásának adatai ismeretlenek. Tbilisziben az orosz gimnáziumban végezte középiskolai tanulmányait, majd az egyetemet Münchenben és Halléban végezte, ahol természettudományokkal foglalkozott.
1895 táján magyarországi útja során találkozott össze gróf Zichy Jenővel, akinek Csellingeriánt ismerősei ajánlották figyelmébe. Zichy őt személyesen is megismerve titkárává és tolmácsává fogadta 1895-ben a Kaukázusba és Közép Ázsiába induló expedíciójához, ugyanis Csellingerián már gyermekkorában bejárta a Kaukázust és környékét. 
Az expedíció résztvevői voltak még dr. Bálint Gábor, dr. Szádeczky-Kardoss Lajos, dr. Wosinsky Mór is. 
Útjukat az expedícióban ugyancsak részt vevő Szádeczky-Kardoss Lajosnak, a kolozsvári egyetem történelem- és gyorsírástanára négy füzetből álló, több mint 400 oldalas gyorsírással írt útinaplójában írta le, melyet gyorsírásból Schelken Pálma írt át magyar nyelvre, és a Magyar Őstörténeti Kutató és Kiadó Budapest adott ki 2000-ben.